# Adenia pinnatisecta
Adenia pinnatisecta là một loài thực vật có hoa trong họ Lạc tiên. Loài này được (Craib) Craib mô tả khoa học đầu tiên năm 1914.